# BLOB
 (engl. Binary large object) ili veliki binarni objekat je tip podatka koji predstavlja mogući element strukture za smeštaj podatka. Blob su veliki promenljivi nizovi bajtova kojima se predstavlja slika, zvuk ili video zapis (multimedijalni objekti).
Sve operacije vezane za rad sa multimedijalnim podacima mogu se klasifikovati u dva logička nivoa. Na nižem se vrše operacije na slabostrukturiranom zapisu (ADT BLOB). Tipične operacije pridužene BLOB-u su kreiranje, čitanje i brisanje sadržaja BLOB-a, ne razmatrajući internu organizaciju i strukturu medijskog podatka. Na višem nivou vrše se operacije specifične za svaki tip medija (prezentacija, editovanje).
Blob sadrži vrednost atributa koji se u aplikaciji pojavljuje kao sekvenca bajtova. Sistem za upravljanje bazom obezbeđuje vezu i interfejs. Pomoću interfejska aplikacija čita i dodaje podatke u BLOB.
Memorijski prostor koji BLOB zauzima je veliki, zbog čega je potrebna specifična podrška. 
BLOB može zauzimati linearni ili nelinearni adresni prostor operativne memorije, a način smeštanja nije relevantan za modelovanje medijskih podataka (ali utiče na performanse).